# Lucky Thompson
Lucky Thompson, właśc. Eli Thompson (ur. 16 czerwca 1924 w Columbii, zm. 30 lipca 2005 w Seattle) – amerykański saksofonista jazzowy, grający na saksofonie tenorowym, sopranowym i barytonowym.

## Lata młodzieńcze
Eli Thompson urodził się w Columbii w Karolinie Południowej. Jeszcze w dzieciństwie przeprowadził się z rodziną do Detroit. Po śmierci matki (miał wtedy 5 lat) musiał opiekować się swoim rodzeństwem. O jego muzycznej pasji i skali talentu świadczy fakt, iż gry na saksofonie nauczył się nie posiadając własnego instrumentu. Po szkolnych lekcjach uczył się w domu, ćwicząc palce na poznaczonym odpowiednio kiju od miotły. Na swój własny saksofon czekał siedem lat. Kiedy, mając 15 lat, wreszcie go otrzymał, grał po osiem godzin dziennie przez cały miesiąc, po czym zaczął występować na różnych imprezach w Detroit i okolicy. Często grał wtedy w big bandzie „King’s Aces”, gdzie spotkał się m.in. z wibrafonistą Miltem Jacksonem. Po ukończeniu szkoły średniej (była to Cass Technical High School) w 1942, grał w popularnym w Detroit „Club 666”, razem z saksofonistą altowym Tedem Bucknerem. Potem dołączył do zespołu 'Bama State Collegians Erskine’a Hawkinsa.

## Kariera
Kiedy Thompson zaczynał swoją karierę, najbardziej znanymi saksofonistami byli Coleman Hawkins, Lester Young czy Ben Webster. Ich więc muzyka miała na sposób grania młodego artysty największy wpływ. W sierpniu 1943 Thompson, już jako członek orkiestry Lionela Hamptona, wyjechał z Detroit w kilkumiesięczna trasę koncertową. Już wtedy zaczął pracować nad uzyskaniem własnego stylu i brzmienia. Po powrocie do Nowego Jorku grał w zespołach Dona Redmana i Lucky’ego Millindera. W nowojorskim klubie The Three Deuces grał z perkusistą Big Sidem Catlettem. Pierwsze nagranie płytowe Thompsona, z zespołem, który prowadził trębacz Oran „Hot Lips” Page, zarejestrowane zostało 8 marca 1944. Potem znalazł się u wokalisty i trębacza Billy’ego Eckstine’a. Jego grupa istniała krótko, ale Thompson miał okazję grać obok muzyków uznawanych za twórców bebopu, bo w zespole byli też Dexter Gordon, Miles Davis, Fats Navarro, Dizzy Gillespie, Charlie Parker i Art Blakey. Pod koniec 1944 dołączył do orkiestry Counta Basiego, którego opuścił w 1945, by przez dwa lata mieszkać w Los Angeles i pracować dla Exclusive, jednej z tamtejszych firm płytowych. Uczestniczył w tym okresie w ponad stu sesjach nagraniowych. Towarzyszył wielu znanym artystom, wśród których byli m.in. Herb Jeffries, Charles Mingus, Slim Gaillard, Dodo Marmarosa, Earle Spencer, Dinah Washington i Boyd Raeburn. Kiedy do Los Angeles przyjechał na koncerty sextet Gillespie-Parker, Lucky Thompson czasowo zastępował Charliego Parkera, a potem uczestniczył w jego sesjach nagraniowych dla wytwórni Dial (28 marca 1946); nieco później grał już w zespole Stars of Swing, prowadzonym wspólnie przez Charlesa Mingusa i Buddy’ego Collette’a.
Swój własny zespół założył Thompson w 1947 i grał z nim w znanym nowojorskim lokalu Savoy Ballroom. Przez magazyn „Esquire” został wybrany na „Nową Gwiazdę” 1947 roku. W 1948 wyjechał po raz pierwszy do Europy (brał udział w festiwalu jazzowym w Nicei).
Ben Ratliff z NYT uważał Thompsona za muzyka, którego osoba łączyła erę swingu z bardziej złożonym, koncepcyjnym stylem jakim był bebop. Jego gra była bardziej wyrafinowana, a abstrakcyjne traktowanie harmonii było rozwinięciem tego, co robili Don Byas i Coleman Hawkins, choć – jak pisze Dionizy Piątkowski – Thompson „pozostawał pod niewątpliwym wpływem” obu tych muzyków. „Lucky” grał bebop, ale bez dominującego niemal wszystkich wpływu Charliego Parkera. Saksofonista Johnny Griffin wspominając Thompsona powiedział, że jego grę cechowała melodyczna łagodność, że był znakomitym balladzistą, który jednak grał ze wszystkimi modernistami. Był przecież na sesjach Charliego Parkera, które nagrywane były w Los Angeles dla Dial Records, na hard bepowych nagraniach Milesa Davisa i jako muzyk sesyjny na płytach, które dla Savoy Records nagrywał Milt Jackson. Jako lider własnych zespołów nagrywał Thompson niewiele. Pierwsza jego „własna” sesja odbyła się 14 sierpnia 1953. Jego stosunek do branży muzycznej był mocno krytyczny (często nazywał producentów muzycznych, agentów czy firmy płytowe „pasożytami” i „sępami”). To nie sprzyjało rozwojowi jego kariery. Po powrocie do Nowego Jorku przez długi czas nie mógł znaleźć żadnej pracy. Wyjechał do Detroit i w 1949 przez kilka miesięcy pracował nawet w fabryce Chryslera. Rzadko udawało się np. pojawić gościnnie podczas koncertów Charliego Parkera w nowojorskim klubie The Royal Roost. W ciągu kilku następnych lat głównie komponował i prowadził wydawnictwo muzyczne Great Music. Początek lat 50.ż nie był pomyślny. Dopiero w połowie dekady powstało wiele znakomitych nagrań, które rejestrował jako muzyk sesyjny. Są wśród nich nagrania z Theloniousem Monkiem w 1952, Milesem Davisem w 1954 (Walkin') czy Oscarem Pettifordem, Miltem Jacksonem i Stanem Kentonem w 1956.
W lutym 1956 uznał, że jazzowa scena w Ameryce nie jest dla niego i zdecydował się na wyjazd. Zamieszkał wraz z rodziną w Paryżu. Zamierzał studiować kompozycję i teorię muzyki w paryskim konserwatorium muzycznym. Kiedy orkiestra Stana Kentona przyjechała na tournée po Europie, Kenton zaproponował Thompsonowi miejsce w swoim zespole. Potrzebny mu był jednak saksofonista barytonowy, Thompson musiał więc zmienić rodzaj instrumentu. Zgodził się, a po koncertach w paryskiej Alhambrze pojechał z orkiestrą w trasę po Szwajcarii i Włoszech. Kenton był tak zadowolony z Thompsona, że po zakończeniu występów przekonał go do wyjazdu do Stanów i wzięcia udziału w kilku sesjach nagraniowych dla Capitolu. Jednak dziwaczny konflikt z Louisem Armstrongiem i jego managerem przyczynił się później do problemów ze znalezieniem stałej pracy i Thompson wrócił do Paryża. Nagrywał sporadycznie współpracując m.in. z perkusistą Gerardem „Dave'em” Pochonetem, pianistą Martialem Solalem i Eddiem Barclayem jako producentem. W 1962 grał też w londyńskim klubie „Ronnie Scott’s Jazz Club”. W tym czasie zaczął też grać na saksofonie sopranowym.
W 1962 powrócił do Nowego Jorku. Rezultatem umowy podpisanej z wytwórnią Prestige były sesje, podczas których nagrane zostały utwory na albumy Happy Days Are Here Again, Plays Jerome Kern and No More (z Hankiem Jonesem jako pianistą) i Lucky Strikes. Śmierć żony, problemy z wychowaniem dzieci i ciągłe animozje z przedstawicielami muzycznej branży skłoniły go w 1966 do ogłoszenia na łamach Down Beatu o rezygnacji z dalszej kariery. Wtedy jeszcze nie było to prawdą, bo po jakimś czasie wrócił do grania.
Pod koniec 1968 znów opuścił Amerykę. Tym razem zamieszkał w Szwajcarii, w Lozannie, ale do 1970 jeździł z koncertami po całej Europie. Nagrał kilka płyt w Niemczech oraz Hiszpanii (A Lucky Songbook in Europe). Wrócił do kraju i przez dwa lata (1973–74) nauczał muzyki w Dartmouth College w Hanoverze w USA. W 1972 powstała płyta Goodbye Yesterday, a w 1973 nagrał dla Groove Merchant album I Offer You, który okazał się jego ostatnim nagraniem płytowym. Thompson definitywnie zrezygnował z zawodowego grania muzyki. Według jego przyjaciół żył przez kilka lat na wyspie Manitoulin w Ontario, potem w Savannah (Georgia), a później wyruszył na wędrówkę po Stanach.

## Ostatnie lata
Na początku lat 90. Thompson przebywał w Seattle. Był bezdomny, korzystał czasem z pomocy przyjaciół. W 1994 kilkakrotnie był hospitalizowany, wreszcie w sierpniu 1994 znalazł schronienie i opiekę w ośrodku pomocy społecznej Columbia City Assisted Living. W końcu lat 90. przeniesiono go do Washington Center for Comprehensive Rehabilitation (też w Seattle). Tam, cierpiąc m.in. na chorobę Alzheimera, zmarł 30 lipca 2005 w wieku 81 lat.

## Rodzina
Thompson był żonaty z Thelmą Thompson, która zmarła w 1963. Jego syn, gitarzysta Daryl Thompson grał z Peterem Toshem i Black Uhuru. Pod koniec lat 80. zdecydował się na granie jazzu. Thompson miał także córkę, Jade Thompson-Fredericks.

## Dyskografia (wybór)
- 1956 To the Sax Paradise... (Columbia, Francja)
- 1956 Thompson Plays for Thomson (Ducretet-Thomson, Francja)
- 1956 Accent On Tenor Sax (Urania Records)
- 1956 Tricotism (Impulse)
- 1956 Lucky Strikes! (Transition); w 1985 wydany jako Brown Rose (przez Xanadu)
- 1963 Plays Jerome Kern and No More (Moodsville)
- 1964 Lucky Strikes (Prestige/Original Jazz Classics)
- 1965 Happy Days Are Here Again (Prestige)
- 1965 Kinfolks Corner (Rivoli)
- 1965 Lucky is back! (then, so is love) (Rivoli)
- 1969 A Lucky Songbook in Europe (MPS)
- 1970 Body & Soul (Nessa)
- 1985 Recorded in Paris 1956 Volume One, LP–kompilacja (Swing/DRG)
- 1992 Lucky Meets Tommy & Friends z Tommym Flanaganem, CD–kompilacja (Fresh Sound)
- 1995 Lucky Thompson, CD–kompilacja (Musica Jazz)
- 1997 Lord, Lord, Am I Ever Gonna Know? (Candid), nagrane w 1960
- 2000 Paris Blue, razem z Sammym Princem (Concord Jazz)
- 2000 Modern Jazz Group (EmArcy, brak daty wyd./Sunnyside, 2000)
- 2001 Jazz in Paris, z Dave Pochonet All Stars (Sunnyside)
- 2002 Americans Swinging in Paris – Nothing But the Soul, CD–kompilacja (EMI)
- 2003 Home Comin'
- 2007 Lucky is back! (then, so is love) – Featuring Tommy Flanagan, CD–kompilacja (Fresh Sound)